# La Paz (película)
La Paz es una película filmada en colores de Argentina dirigida por Santiago Loza según su propio guion que se estrenó el 20 de febrero de 2014, tuvo como protagonistas a Lisandro Rodríguez, Andrea Strenitz, Fidelia Batallanos Michel y Ricardo Félix.

## Sinopsis
Liso, un joven de clase media alta, sale de una internación psiquiátrica para vivir en la casa de sus padres donde se espera complete su curación. Allí entabla una relación de mutua complicidad con Sonia, una mucama boliviana, que lo cuida y protege de modo maternal mientras intenta rearmar su vida.

## Reparto
- Lisandro Rodríguez ... Liso
- Andrea Strenitz ... Madre
- Fidelia Batallanos Michel ... Sonia
- Ricardo Félix ... Padre
- Beatriz Bernabé ... Abuela
- Eugenia Alonso ... Enfermera
- Ivonne Maricel Batallanos ... Ivonne
- Fernanda Perez Bodria ... Prostituta
- Pilar Gamboa ... Exnovia
- Veronica Hassan ... Marina
- Lorena Vega ... Exnovia 2

## Comentarios
El diario Tiempo Argentino  opinó:

”Ganadora de la Competencia Argentina en el último Bafici, la película…viene cosechando premios en todo el mundo, tal vez porque el cineasta y dramaturgo cordobés logró … una síntesis casi ideal de su cine, un imaginario que prescinde de los subrayados innecesarios, que confía en el desarrollo de sus relatos para que el espectador vaya descubriendo los dobleces de sus historias. Pero, además de la puesta sobria y contenida, buena parte de la solidez de La Paz recae en la extraordinaria composición que hace Lisandro Rodríguez (ganador al premio de Mejor Actor en el Festival de Biarritz 2013), que muestra toda la desolación y también la impotencia del protagonista para conectarse con la gente, con una sensibilidad a flor de piel que solo puede ser compatible con otros que sufren otras pérdidas, otros anhelos, como Sonia, que extraña su país y que de manera natural se relaciona con Liso. Extrañamente esperanzadora en su tristeza, la película encuentra un camino posible, un cambio. Sin garantías, pero con todo por ganar.”

Diego Batle en La Nación escribió:

”El atribulado protagonista …no puede alcanzar "la paz" a la que alude el título (también tiene una connotación geográfica que se entenderá apreciando el film). Sólo le quedará estallar, rebelarse a su manera y huir… Loza apuesta una vez más por un cine austero, casi minimalista, para construir un melodrama de cámara, intimista, atmosférico, en el que las observaciones y los pequeños gestos adquieren más valor que la palabra (los diálogos son más bien escasos).La cámara siempre atenta y precisa de Iván Fund y la rigurosa puesta en escena del director nos permiten seguir el derrotero interno y externo de Liso. Loza lo retrata con honestidad y respeto, quizá por momentos con un poco de sequedad y frialdad (el realizador jamás cae en la demagogia, el subrayado o el exceso), pero incluso en su bienvenida contención y pudor el film ofrece algunos momentos en los que surgen rasgos de alegría, de liberación y de genuina emoción..”